# 인헌왕후
인헌왕후 구씨(仁獻王后 具氏, 1578년 6월 2일(음력 4월 17일) ~ 1626년 2월 10일(음력 1월 14일))는 조선의 추존왕인 원종의 정실(正妃)이자 조선의 16대 국왕 인조의 어머니이다.
능안부원군(綾安府院君) 구사맹(具思孟)의 딸로 본관은 능성이다. 정원군과 혼인하여 연주군부인(連珠郡夫人)에 봉해졌다가 인조반정 후 남편 정원군이 대원군에 추존되면서 부부인으로 격상되었다. 궁호는 계운궁(啓運宮)이고, 정식 시호는 경의정정인헌왕후(敬毅貞靖仁獻王后)이다.

## 생애

### 탄생과 가계
1578년 5월 23일(음력 4월 17일) 의정부 좌찬성을 지낸 아버지 구사맹과 어머니 평산부부인 신씨의 딸로 태어났다. 증조모는 거창 신씨로 신승선의 손녀이자 신수근과 거창군부인의 조카딸이며 중종의 정비 단경왕후의 사촌여동생이기도 했다. 숙부 구사안은 중종의 딸 효순공주의 남편이다.
인헌왕후의 할아버지인 구순은 세종의 손녀인 길안현주의 외손자이고, 할머니인 이씨는 태종의 둘째 아들인 효령대군의 현손으로, 조부모는 태종을 공통 조상으로 하는 10촌 지간이다.

모계로는 어머니 신지향(申芝香)의 할머니 이씨가 세종의 아들인 계양군의 손녀이다. 이처럼 왕실과 이중 삼중으로 얽힌 둘레혼으로 인해 인헌왕후의 부모는 세종을 공통 조상으로 하는 10촌 지간이며, 남편 정원군과는 태종과 세종을 공통 조상으로 한다.
| ┌─→      | 세조   | →        | 덕종   | →      | 성종     | →    | 중종   | →      | 덕흥대원군 | →        | 선조     | →          | 원종 |
| 세종 →   |        |          |        |        |          |      |        |        |            |          |          |            |      |
| 영응대군 | →      | 길안현주 | →      | 구희경 | →        | 구순 | →      | 구사맹 | ───────→   | ───────→ | ───────→ |            |      |
|          |        |          |        |        |          |      |        |        | ───────→   | ───────→ | ───────→ | 인헌왕후   |      |
| └─→      | 계양군 | →        | 부림군 | →      | 이씨부인 | →    | 신화국 | →      | ───────→   | ───────→ | ───────→ | 평산부부인 |      |

### 정원군과의 결혼
처음에 정원군과 혼인하여 연주군부인(連珠郡夫人)에 봉해졌다가 1623년(광해군 15년) 3월 인조 반정으로 아들인 능양군(綾陽君)이 광해군을 몰아내고 보위에 오르자, 봉작을 연주부부인(連珠府夫人)이라 했는데, 별도로 계운궁(啓運宮)이라는 궁호를 받았다. 이후 경희궁터에 거주하다가 1626년(인조 4년) 2월 10일에 경희궁 회상전(會祥殿)에서 죽었다. 당시 향년 48세였다. 그가 죽을 때 인조는 자신이 상주가 되려고 하다가 예학자들의 반발로 무산되었고 인조의 동생 능원군이 상주가 되었다.

### 사후
대제학으로 있던 김유가 묘지문을 썼다. 사후 1632년에 남편 정원대원군이 원종으로 추존됨에 따라 함께 왕후로 추존되어 인헌왕후라 하였다. 인헌왕후가 왕후로 추존되면서 본관인 능성현(綾城縣)은 능주목(綾州牧)으로 승격되었다. 능은 경기도 김포시의 장릉인데, 처음에는 육경원(毓慶園)이라 하였다가 정원대원군을 이장한 뒤 대원군의 묘호를 따 흥경원(興慶園)이라 하다가 추존 뒤 능으로 올렸다.

## 가족 관계
| 조선의 추존 왕비 | 인헌왕후 구씨 仁獻王后 具氏 | 출생                                       | 사망                                                             |
| 조선의 추존 왕비 | 인헌왕후 구씨 仁獻王后 具氏 | 1578년 6월 2일 (음력 4월 17일) 조선 충청도 | 1626년 2월 10일 (음력 1월 14일) (47세) 조선 한성부 경덕궁 회상전 |

|    |                                     | 본관 | 생몰년          | 부모                              | 비고                       |
| -- | ----------------------------------- | ---- | --------------- | --------------------------------- | -------------------------- |
| 부 | 능안부원군 구사맹 綾安府院君 具思孟 | 능성 | 1531년 - 1604년 | 구순 具淳 전주 이씨 全州 李氏     | 세종의 외5대손             |
| 모 | 평산부부인 신지향 平山府夫人 申芝香 | 평산 | 1538년 - 1622년 | 신화국 申華國 파평 윤씨 坡平 尹氏 | 세종의 외5대손 신립의 누나 |

| 조선의 추존 국왕 | 원종 元宗 | 출생 | 1580년 8월 12일 (음력 6월 22일) 조선 한성부 경복궁 별전                |
| 조선의 추존 국왕 | 원종 元宗 | 사망 | 1620년 1월 23일 (1619년 음력 12월 29일) (39세) 조선 한성부 송현궁 사저 |

| 작호 | 작호                            | 이름  | 생몰년          | 배우자                                                  | 비고                          |
| ---- | ------------------------------- | ----- | --------------- | ------------------------------------------------------- | ----------------------------- |
| 장남 | 인조대왕 仁祖大王 능양군 綾陽君 | 종 倧 | 1595년 - 1649년 | 인열왕후 한씨 仁烈王后 韓氏 장렬왕후 조씨 莊烈王后 趙氏 | 제16대 국왕                   |
| 차남 | 능원대군 綾原大君               | 보 俌 | 1598년 - 1656년 | 문화부부인 유씨 文化府夫人 柳氏 부부인 김씨 府夫人 金氏 |                               |
| 3남  | 능창대군 綾昌大君               | 전 佺 | 1599년 - 1615년 | 부부인 구씨 府夫人 具氏                                 | 신경희의 옥사에 연루되어 자결 |

| 인조                                                                                                | 인조              | 능원대군                                                                                            | 능원대군                                  | 능창대군          |
| --------------------------------------------------------------------------------------------------- | ----------------- | --------------------------------------------------------------------------------------------------- | ----------------------------------------- | ----------------- |
| 소현세자 昭顯世子 효종대왕 孝宗大王 인평대군 麟坪大君 용성대군 龍城大君 숭선군 崇善君 낙선군 樂善君 | 효명옹주 孝明翁主 | 영풍군 식 靈豊君 湜 영은군 함 靈恩君 涵 영신군 형 靈愼君 瀅 영춘군 정 靈春君 涏 영순정 유 靈順正 浟 | 이영숙 李英淑 이영정 李英淨 이영순 李英順 | 인평대군 麟坪大君 |

## 같이 보기
- 원종 (조선)
- 인조 (조선)
- 단경왕후